# Ávila
Ávila este un oraș din Spania, fondat în secolul al XI-lea, pentru a proteja teritoriile spaniole de invaziile arabe.

## Obiective turistice
- Catedrala gotică.
- Fortificațiile medievale, cu 82 turnuri semicirculare.

## Personalități
- Tereza de Ávila (1515 - 1582), călugăriță sanctificată;
- Tomás Luis De Victoria (1548 - 1611), compozitor renascentist;
- Blas Olleros y Quintana (1851 - 1919), pictor.